# Monte-carlói Ifjúsági Cirkuszfesztivál
Ha a nemzetközi fesztiválról szeretnél többet tudni, lásd: Monte-carlói Nemzetközi Cirkuszfesztivál
A Monte-carlói Ifjúsági Cirkuszfesztivál (angolul: New Generation Circus Festival of Monte-Carlo, franciául: New Generation Cirque Festival de Monte-Carlo) Stefánia monacói hercegnő által 2012-ben létrehozott, évente megrendezésre kerülő kétnapos cirkuszverseny. A fesztivál a nemzetközi verseny ifjúsági verziója, ahol a résztvevők nagyjából 10–25 évesek lehetnek. A fesztivál elnöke és fővédnöke Pauline Ducruet, Stefánia monacói hercegnő lánya.

## Története
2012-ben annak érdekében, hogy a fiatal artistaművészek is lehetőséget kapjanak a nemzetközi bemutatkozásra Stefánia monacói hercegnő vezetésével megalakult a Monte-carlói Ifjúsági Cirkuszfesztivál. A hercegnő sok tehetséges gyermeket látott a cirkusz világában, így arra gondolt, hogy nemcsak a felnőtt artistáknak lehetne fesztivált rendezni, hanem a fiatal artistaművészeknek is, akik a cirkuszművészet „új generációi” lesznek a jövőben.
A verseny a Nemzetközi Cirkuszfesztivál után, február elején kerül megrendezésre a Monte-Carlóban felállított Chapiteau de Fontvieille cirkuszsátorban, mely 3800 fő befogadására alkalmas, így ez a világ egyik legnagyobb ifjúsági cirkuszfesztiválja.
A résztvevőknek húsz évnél fiatalabbak kell lenniük. A produkciókat minden évben szakmai zsűri értékeli, amelynek tagjai fiatal artistaművészek, valamint cirkuszok és varieték vezetői. A zsűri a versenyző művészek produkcióit egy alkalommal nézi meg, majd a technikai tudást és a kivitelezést értékeli. A fesztivál zsűrijének elnöke Pauline Ducruet, Stefánia hercegnő lánya. A tagok közül többen korábban maguk is részt vettek a fesztiválon, mint például a 2020-as szakmai zsűri két tagja, a spanyol–angol Quincy Azzario és a német René Casselly Jr., akik 2012-ben a 36. Monte-carlói Nemzetközi Cirkuszfesztiválon Ezüst illetve Arany Bohóc-díjat nyertek. Utóbbi a New Generation fesztiválon is versenyzett. A szakmai zsűri mellett egy gyerekzsűri is értékeli a versenyzőket.
A kiírás szerint a következők díjak kerülnek odaítélésre: 1 db Arany Junior, 2 db Ezüst Junior és 3 db Bronz Junior-díj. Ezen kívül minden résztvevő arany emlékéremet is kap. A díjakat a fesztivál végén, a gálaműsoron a zsűri tagjai illetve a felkért vendégek adják át.
Az első fesztiválon a Casselly és a Berdino család legfiatalabb tagjai, René Casselly Jr., Merrylu Casselly és Partick Berdino győzedelmeskedett lovas, illetve elefántszámukkal. Érdekesség, hogy a Casselly család az ifjúsági fesztivált előtt megrendezett nemzetközi versenyen is a fődíjat vehette át. 2016-ban ismét René Casselly Jr. nyerte el az Arany Junior-díjat, így ő az egyetlen kétszeres győztes a fesztivál történetében.

## Magyarok a fesztiválon
A fesztivál első magyar fellépője a Mikó Zoltán és Lövei Gábor alkotta Cap Crew nevű formáció volt, akik a budapesti Baross Imre Artistaképző Intézet növendékeként ugródeszkaszámukkal 2016-ban Bronz Junior-díjat nyertek.
Egy évvel később, 2017-ben a 6. Monte-carlói Ifjúsági Cirkuszfesztiválon Komenda Zsófiát (művésznevén Sophia) Bronz Junior-díjjal jutalmazta a nemzetközi szakmai zsűri, és emellett három különdíjat is kapott levegő-rúdszámáért.
2018-ban ifj. Richter József és felesége, Merrylu Richter, a 42. Monte-carlói Nemzetközi Cirkuszfesztivál Arany-Bohóc-díjasai is felléptek az ifjúsági fesztiválon állatszámaikkal.
2020-ban a Lukácsa Petra, Fülemen Tamás és Bényei Marcell alkotta High5 névű gumiasztal–álló sitz trió képviselte Magyarországot a fesztiválon, akik egy különdíjat kaptak.

## A fesztiválok díjazottjai

### 2010-es évek
| 1. Monte-carlói Ifjúsági Cirkuszfesztivál 2012. február 4–5. | 1. Monte-carlói Ifjúsági Cirkuszfesztivál 2012. február 4–5. | 1. Monte-carlói Ifjúsági Cirkuszfesztivál 2012. február 4–5. | 1. Monte-carlói Ifjúsági Cirkuszfesztivál 2012. február 4–5. |
| Díj                                                          | Nyertes                                                      | Ország                                                       | Szám                                                         |
| ------------------------------------------------------------ | ------------------------------------------------------------ | ------------------------------------------------------------ | ------------------------------------------------------------ |
| Arany Junior                                                 | Berdino és Casselly család                                   | Németország, Dánia                                           | elefántok, lovak szabadidomítása                             |
| Ezüst Junior                                                 | Pranay Werner                                                | Németország                                                  | diabolo                                                      |
| Ezüst Junior                                                 | André Stykan                                                 | Franciaország                                                | kézegyensúlyozó                                              |
| Ezüst Junior                                                 | Kínai Nemzeti Akrobatacsoport                                | Kína                                                         | akrobatika                                                   |
| Bronz Junior                                                 | Duo Istomini                                                 | Oroszország                                                  | kézegyensúlyozók                                             |
| Bronz Junior                                                 | Valeryi & Yulia                                              | Ukrajna                                                      | erőemelő                                                     |
| Bronz Junior                                                 | Ashton család                                                | Ausztrália                                                   | táncos akrobatika                                            |

| 2. Monte-carlói Ifjúsági Cirkuszfesztivál 2013. február 2–3. | 2. Monte-carlói Ifjúsági Cirkuszfesztivál 2013. február 2–3. | 2. Monte-carlói Ifjúsági Cirkuszfesztivál 2013. február 2–3. | 2. Monte-carlói Ifjúsági Cirkuszfesztivál 2013. február 2–3. |
| Díj                                                          | Nyertes                                                      | Ország                                                       | Szám                                                         |
| ------------------------------------------------------------ | ------------------------------------------------------------ | ------------------------------------------------------------ | ------------------------------------------------------------ |
| Arany Junior                                                 | Maicol & Angela Martini                                      | Olaszország                                                  | fliegende                                                    |
| Ezüst Junior                                                 | Tetyana Belova                                               | Ukrajna                                                      | kézegyensúlyozó                                              |
| Ezüst Junior                                                 | Nicolai Kuntz                                                | Németország                                                  | trapéz                                                       |
| Ezüst Junior                                                 | Nans Marco                                                   | Franciaország                                                | hasbeszélő                                                   |
| Ezüst Junior                                                 | Namayca Bauer                                                | Franciaország                                                | oroszlánok, haszonállatok                                    |
| Bronz Junior                                                 | Hebei Akrobatacsoport                                        | Kína                                                         | hajlékonyság                                                 |
| Bronz Junior                                                 | Duo Yalta                                                    | Ukrajna                                                      | hulahopp                                                     |
| Bronz Junior                                                 | Kazan zsonglőrcsoport                                        | Oroszország                                                  | zsonglőrök                                                   |
| Bronz Junior                                                 | Cassandre                                                    | Franciaország                                                | trapéz                                                       |

| 3. Monte-carlói Ifjúsági Cirkuszfesztivál 2014. február 1–2. | 3. Monte-carlói Ifjúsági Cirkuszfesztivál 2014. február 1–2. | 3. Monte-carlói Ifjúsági Cirkuszfesztivál 2014. február 1–2. | 3. Monte-carlói Ifjúsági Cirkuszfesztivál 2014. február 1–2. |
| Díj                                                          | Nyertes                                                      | Ország                                                       | Szám                                                         |
| ------------------------------------------------------------ | ------------------------------------------------------------ | ------------------------------------------------------------ | ------------------------------------------------------------ |
| Arany Junior                                                 | Dias Brothers                                                | Spanyolország                                                | ikária                                                       |
| Ezüst Junior                                                 | Wuqiao Akrobatacsoport                                       | Kína                                                         | zsonglőrök egykerekűn                                        |
| Ezüst Junior                                                 | Spindler család                                              | Németország                                                  | gumiasztal, lovas akrobaták                                  |
| Ezüst Junior                                                 | Excentric Charlie                                            | Oroszország                                                  | gurtni légtornász                                            |
| Ezüst Junior                                                 | Trio Dac                                                     | Svájc                                                        | ugródeszka akrobaták                                         |
| Bronz Junior                                                 | Enriko Annaev                                                | Oroszország                                                  | zsonglőr                                                     |
| Bronz Junior                                                 | Duo Kazan                                                    | Oroszország, Tatárföld                                       | légtornászok                                                 |
| Bronz Junior                                                 | Michael Betrian                                              | Hollandia                                                    | diabolo                                                      |

| 4. Monte-carlói Ifjúsági Cirkuszfesztivál 2015. január 31–február 1. | 4. Monte-carlói Ifjúsági Cirkuszfesztivál 2015. január 31–február 1. | 4. Monte-carlói Ifjúsági Cirkuszfesztivál 2015. január 31–február 1. | 4. Monte-carlói Ifjúsági Cirkuszfesztivál 2015. január 31–február 1. |
| Díj                                                                  | Nyertes                                                              | Ország                                                               | Szám                                                                 |
| -------------------------------------------------------------------- | -------------------------------------------------------------------- | -------------------------------------------------------------------- | -------------------------------------------------------------------- |
| Arany Junior                                                         | Yunnan csoport                                                       | Kína                                                                 | kínai rúd                                                            |
| Arany Junior                                                         | Yakov Ekk csoport                                                    | Oroszország                                                          | lovas akrobaták                                                      |
| Ezüst Junior                                                         | Anton Mikheev                                                        | Oroszország                                                          | gurtni légtornász                                                    |
| Ezüst Junior                                                         | Elvis Errani                                                         | Olaszország                                                          | elefántszám                                                          |
| Ezüst Junior                                                         | Michael Ferreri                                                      | Spanyolország                                                        | zsonglőr                                                             |
| Bronz Junior                                                         | Fémina Sportegyesület                                                | Monaco                                                               | talajtorna                                                           |
| Bronz Junior                                                         | Laura Urunova                                                        | Oroszország                                                          | kutyaszám                                                            |
| Bronz Junior                                                         | Anastasya                                                            | Oroszország, Udmurtföld                                              | légtornász                                                           |
| Bronz Junior                                                         | Jordan McKnight                                                      | USA                                                                  | hajlékonyság                                                         |
| Bronz Junior                                                         | Ivan Slipchenko                                                      | Oroszország                                                          | rola-bola                                                            |

| 5. Monte-carlói Ifjúsági Cirkuszfesztivál 2016. január 30–31. | 5. Monte-carlói Ifjúsági Cirkuszfesztivál 2016. január 30–31. | 5. Monte-carlói Ifjúsági Cirkuszfesztivál 2016. január 30–31. | 5. Monte-carlói Ifjúsági Cirkuszfesztivál 2016. január 30–31. |
| Díj                                                           | Nyertes                                                       | Ország                                                        | Szám                                                          |
| ------------------------------------------------------------- | ------------------------------------------------------------- | ------------------------------------------------------------- | ------------------------------------------------------------- |
| Arany Junior                                                  | René Casselly Junior                                          | Németország                                                   | akrobatikus lovas– és elefántszám                             |
| Arany Junior                                                  | Tonito Alexis                                                 | Spanyolország                                                 | bohóc                                                         |
| Ezüst Junior                                                  | Leul & Nahom                                                  | Etiópia                                                       | ikária                                                        |
| Ezüst Junior                                                  | Olesya Fedotova                                               | Oroszország                                                   | kézegyensúlyozó                                               |
| Ezüst Junior                                                  | Suining Akrobatacsoport                                       | Kína                                                          | pas de deux                                                   |
| Ezüst Junior                                                  | Charlotte és Nicolas                                          | Kanada, Monaco                                                | emelőszám                                                     |
| Bronz Junior                                                  | Beau Sargent                                                  | Egyesült Királyság                                            | légtornász                                                    |
| Bronz Junior                                                  | Anneliese Nock                                                | USA                                                           | halálkerék                                                    |
| Bronz Junior                                                  | Cap Crew                                                      | Magyarország                                                  | deszkaszám                                                    |
| Bronz Junior                                                  | Sarah & Adriana Togni                                         | Olaszország                                                   | trapézszám                                                    |

| 6. Monte-carlói Ifjúsági Cirkuszfesztivál 2017. február 4–5. | 6. Monte-carlói Ifjúsági Cirkuszfesztivál 2017. február 4–5. | 6. Monte-carlói Ifjúsági Cirkuszfesztivál 2017. február 4–5. | 6. Monte-carlói Ifjúsági Cirkuszfesztivál 2017. február 4–5. |
| Díj                                                          | Nyertes                                                      | Ország                                                       | Szám                                                         |
| ------------------------------------------------------------ | ------------------------------------------------------------ | ------------------------------------------------------------ | ------------------------------------------------------------ |
| Arany Junior                                                 | Sanghaj csoport                                              | Kína                                                         | orosz rúd                                                    |
| Ezüst Junior                                                 | 3 Funky Monkeys                                              | Németország                                                  | kínai rúd                                                    |
| Ezüst Junior                                                 | 3J Juggling                                                  | Ukrajna                                                      | zsonglőrök                                                   |
| Ezüst Junior                                                 | A Studio Arena kötéltáncosai                                 | Oroszország                                                  | magasdrót                                                    |
| Ezüst Junior                                                 | Anastasia Trushin                                            | Oroszország                                                  | hajlékonyság                                                 |
| Ezüst Junior                                                 | Catalina Palma                                               | Chile                                                        | kézegyensúlyozó                                              |
| Bronz Junior                                                 | Sophia                                                       | Magyarország                                                 | levegő-rúdszám                                               |
| Bronz Junior                                                 | David Larible Junior                                         | Olaszország                                                  | zsonglőr                                                     |
| Bronz Junior                                                 | Kimberly & Holler Zavatta                                    | Spanyolország                                                | görkorcsolya                                                 |
| Bronz Junior                                                 | Duo Trapèze de Kazan                                         | Oroszország                                                  | duett trapéz                                                 |

| 7. Monte-carlói Ifjúsági Cirkuszfesztivál 2018. február 3–4. | 7. Monte-carlói Ifjúsági Cirkuszfesztivál 2018. február 3–4. | 7. Monte-carlói Ifjúsági Cirkuszfesztivál 2018. február 3–4. | 7. Monte-carlói Ifjúsági Cirkuszfesztivál 2018. február 3–4. |
| Díj                                                          | Nyertes                                                      | Ország                                                       | Szám                                                         |
| ------------------------------------------------------------ | ------------------------------------------------------------ | ------------------------------------------------------------ | ------------------------------------------------------------ |
| Arany Junior                                                 | Vioris Zoppis                                                | Olaszország                                                  | gurtni                                                       |
| Ezüst Junior                                                 | André & Léo                                                  | Belgium, Franciaország                                       | Cyr-kerék                                                    |
| Ezüst Junior                                                 | Duo Frères Caveagna                                          | Olaszország                                                  | erőemelő                                                     |
| Ezüst Junior                                                 | Yasmin dell’Acqua                                            | Olaszország                                                  | lábzsonglőr                                                  |
| Ezüst Junior                                                 | Duffy Brothers                                               | Egyesült Királyság, Anglia                                   | halálkerék                                                   |
| Bronz Junior                                                 | Prosvirnin Junior                                            | Oroszország                                                  | bohócok                                                      |
| Bronz Junior                                                 | Alexander Mitin                                              | Oroszország                                                  | kézegyensúlyozó                                              |
| Bronz Junior                                                 | Alisa                                                        | Izrael                                                       | levegő-karikaszám                                            |
| Bronz Junior                                                 | Duo Kiss                                                     | Ukrajna                                                      | táncos akrobatika                                            |

| 8. Monte-carlói Ifjúsági Cirkuszfesztivál 2019. február 2–3. | 8. Monte-carlói Ifjúsági Cirkuszfesztivál 2019. február 2–3. | 8. Monte-carlói Ifjúsági Cirkuszfesztivál 2019. február 2–3. | 8. Monte-carlói Ifjúsági Cirkuszfesztivál 2019. február 2–3. |
| Díj                                                          | Nyertes                                                      | Ország                                                       | Szám                                                         |
| ------------------------------------------------------------ | ------------------------------------------------------------ | ------------------------------------------------------------ | ------------------------------------------------------------ |
| Arany Junior                                                 | Abdurahim & Abele                                            | Etiópia                                                      | partner akrobatika                                           |
| Ezüst Junior                                                 | Tim Kriegler                                                 | Németország                                                  | gurtni                                                       |
| Ezüst Junior                                                 | Yesieniia – Solist Fireworks                                 | Ukrajna                                                      | kézegyensúlyozó                                              |
| Ezüst Junior                                                 | Sanghaji Cirkusz Iskola                                      | Kína                                                         | slackline                                                    |
| Ezüst Junior                                                 | Gärtner család                                               | Franciaország                                                | elefántszám                                                  |
| Bronz Junior                                                 | Csungking Akrobatacsoport                                    | Kína                                                         | vízi meteor                                                  |
| Bronz Junior                                                 | Aleksandr Maslianov                                          | Oroszország                                                  | rola-bola                                                    |
| Bronz Junior                                                 | Duo Fireworks                                                | Ukrajna                                                      | hajlékonyság                                                 |
| Bronz Junior                                                 | Noël Aguilar                                                 | Mexikó                                                       | zsonglőr                                                     |

### 2020-as évek
| 9. Monte-carlói Ifjúsági Cirkuszfesztivál 2020. február 1–2. | 9. Monte-carlói Ifjúsági Cirkuszfesztivál 2020. február 1–2. | 9. Monte-carlói Ifjúsági Cirkuszfesztivál 2020. február 1–2. | 9. Monte-carlói Ifjúsági Cirkuszfesztivál 2020. február 1–2. |
| Díj                                                          | Nyertes                                                      | Ország                                                       | Szám                                                         |
| ------------------------------------------------------------ | ------------------------------------------------------------ | ------------------------------------------------------------ | ------------------------------------------------------------ |
| Arany Junior                                                 | Anhui csoport                                                | Kína                                                         | egyensúlyozás székeken                                       |
| Arany Junior                                                 | Martinez Brothers                                            | Japán, Kolumbia                                              | ikária                                                       |
| Arany Junior                                                 | Chanel Marie és Ivan Frédéric Knie                           | Svájc                                                        | póniszám, magyar posta szám, lovak szabadidomítása           |
| Ezüst Junior                                                 | Anastassiya Demidova                                         | Kazahsztán                                                   | gurtni                                                       |
| Ezüst Junior                                                 | Viktoriia Dziuba                                             | Ukrajna                                                      | kézegyensúlyozó                                              |
| Bronz Junior                                                 | Duo Our Story                                                | Moldova                                                      | kínai rúd                                                    |
| Bronz Junior                                                 | Trio Black Diamonds                                          | Etiópia                                                      | gúlaszám                                                     |
| Bronz Junior                                                 | Steven Ferreri                                               | Spanyolország                                                | drótszám                                                     |

## Díjtáblázat
Magyarország eltérő háttérszínnel kiemelve.
| Helyezés | Ország             | Arany | Ezüst | Bronz | Összesen |
| -------- | ------------------ | ----- | ----- | ----- | -------- |
| 1.       | Kína               | 3     | 4     | 2     | 9        |
| 2.       | Németország        | 2     | 5     | 0     | 7        |
| 3.       | Olaszország        | 2     | 3     | 2     | 7        |
| 4.       | Spanyolország      | 2     | 1     | 2     | 5        |
| 5.       | Oroszország        | 1     | 5     | 11    | 17       |
| 6.       | Etiópia            | 1     | 1     | 1     | 3        |
| 7.       | Svájc              | 1     | 1     | 0     | 2        |
| 8.       | Dánia              | 1     | 0     | 0     | 1        |
| 8.       | Japán              | 1     | 0     | 0     | 1        |
| 8.       | Kolumbia           | 1     | 0     | 0     | 1        |
| 11.      | Franciaország      | 0     | 5     | 1     | 6        |
| 12.      | Ukrajna            | 0     | 4     | 4     | 8        |
| 13.      | Egyesült Királyság | 0     | 1     | 1     | 2        |
| 13.      | Monaco             | 0     | 1     | 1     | 2        |
| 15.      | Kanada             | 0     | 1     | 0     | 1        |
| 15.      | Belgium            | 0     | 1     | 0     | 1        |
| 15.      | Chile              | 0     | 1     | 0     | 1        |
| 15.      | Kazahsztán         | 0     | 1     | 0     | 1        |
| 19.      | USA                | 0     | 0     | 2     | 2        |
| 19.      | Magyarország       | 0     | 0     | 2     | 2        |
| 21.      | Ausztrália         | 0     | 0     | 1     | 1        |
| 21.      | Hollandia          | 0     | 0     | 1     | 1        |
| 21.      | Mexikó             | 0     | 0     | 1     | 1        |
| 21.      | Izrael             | 0     | 0     | 1     | 1        |
| 21.      | Moldova            | 0     | 0     | 1     | 1        |
|          |                    |       |       |       |          |
| Összesen | Összesen           | 15    | 34    | 33    | 82       |